# قصه‌گویی

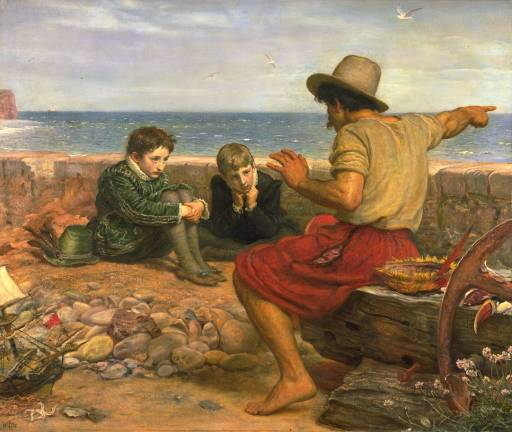
تابلو نقاشی کودکی رالی اثر جان اورت میلی. دریانورد برای سر والتر رالی جوان و برادرش قصهٔ رویدادی را می‌گوید که در دریا رخ داده.

قصه‌گویی یا داستان‌سرایی (به انگلیسی: Storytelling)، به کنش جمعی و فرهنگی‌ای اشاره دارد که کارکردش هم‌رسانی قصه‌ها است. کنشی که گاهی با بداهه‌پردازی، فنون تئاتری یا حذف و اضافه همراه می‌شود. هر فرهنگی قصه‌ها و روایت‌های خودش را دارد که در قالب ابزارهایی برای سرگرمی، آموزش، حفظ فرهنگ یا القای ارزش‌های اخلاقی دست‌به‌دست می‌شوند. مؤلفه‌های اصلی قصه و قصه‌گویی عبارتند از پی‌رنگ، شخصیت‌ها و زاویه دید روایت.
اصطلاح «قصه‌گویی» در معنای محدود، به قصه‌گویی شفاهی اشاره دارد و در معنای وسیع‌تر، می‌تواند برای اشاره به نحوه بروز و ظهور روایت قصه در رسانه‌های دیگر هم به کار رود.
خاطرات دوره کودکی و خواندن قصه کودکانه، بازی و ساخت کاردستی‌های مختلف تنیده شده‌اند. همانند هر بخش ادبیات جهان، ادبیات کودکان نیز از تنوع و وسعت زیادی برخوردار می‌باشد.
خواندن قصه و داستان کودکانه از سالهای ابتدایی زندگی کودکان، می‌تواند بر رشد و نمو مهارت‌های آنها تأثیرات فراوانی بگذارد. اما ادبیات کودکان نیز همانند ادبیات بزرگسالان از ژانرها و موضوعات مختلفی برخوردار می‌باشد. تنوع بالای قصه و داستان کودکانه در یادگیری و آموزش نکات مختلف به کودکان تأثیر فراوانی می‌گذارد.
دوره کودکی و مهارت‌های آن دارای چندین سطح مختلف می‌باشد که رسیدن به هر کدام از آنها طبق شرایط کلی کودکان، متفاوت می‌باشد. اما این والدین و محیط پیرامون کودک هستند که می‌توانند در نحوه و کیفیت رسیدن به آن، تأثیر گذار باشند. یکی از این عوامل بسیار مؤثر و عالی در این مسیر، خواندن ژانرهای مختلف قصه و داستان کودکانه می‌باشد.

## تأثیر کاوش در ژانرهای مختلف قصه و چگونه رسیدن کودکان به سطوح بالاتر مهارتی
عنصر کلیدی برای تشویق کودکتان به توسعه و گسترش افق‌های مطالعه کتاب و قصه کودکانه، بازی با علایق او است. اگر کودک شما اژدها را دوست دارد یا دور کردن کودک از صفحه نمایش برای شما غیرممکن است، بهتر است با کتاب‌های قصه فصلی فانتزی یا علمی تخیلی شروع کنید. برای کودک سخت است که در برابر کتابی دربارهٔ موضوع مورد علاقه خود مقاومت کند. سعی کنید از تمامی ژانرها بهره ببرید تا توسعه سواد را تقویت کنید. برای مثال، اگر کودک شما عاشق فضا است، می‌توانید از کتاب‌های قصه غیر داستانی آشکار به داستان‌های علمی تخیلی و حتی داستان‌های تاریخی که شامل مسابقه فضایی یا ناسا می‌شود، بروید. ممکن است کودک شما ژانر یا علاقمندی خاصی نداشته باشد، اما تا زمانی که این کار را انجام ندهد، او را تشویق کنید تا تمام این ژانرها را کشف کند.
همچنین باید آن‌ها را تشویق کنید که خودشان کتاب‌ها را انتخاب کنند، کودکان احتمالاً دربارهٔ کتابی که انتخاب کرده‌اند هیجان زده می‌شوند و می‌خواهند دربارهٔ آن با شما صحبت کنند. از آنها دربارهٔ کتابی که خوانده‌اند سؤال بپرسید و شروع به گفتگو کنید. هر چه آنها در مورد موضوعی هیجان زده تر باشند، بیشتر می‌خواهند در مورد آن بخوانند و بیشتر در مورد آن بیاموزند. اگر آنها در حال خواندن قصه هستند، به جای اینکه به تنهایی بمانند، می‌توانید آن‌ها را همراهی کنید، زیرا این کار خواندن بیشتر را تشویق می‌کند.
اگر کودک شما بزرگتر مثلاً از سن ۱۰ سالگی به بالا است، می‌توانید از میان لیست کتاب‌های قصه محبوب در میان کودکان این رده سنی استفاده کنید. یا حتی می‌توانید از کتابفروشی دربارهٔ پرفروش‌ترین کتاب قصه خود، راهنمایی بگیرید. تشویق کودکان به خواندن ژانرهای مختلف قصه و داستان کودکانه به روش‌های مختلفی امکان‌پذیر می‌باشد، فقط شما باید با توجه به سلایق کودک خود در انتخاب بهترین روش و عملی کردن آن، تصمیم صحیح را بگیرید؛ زیرا این قصه و داستان کودکانه می‌باشند که قادر به آموزش و تربیت مفید کودکان شما به‌طور نامحسوس می‌باشند.